# Rusiec (województwo mazowieckie)
Rusiec – wieś sołecka w Polsce, położona w województwie mazowieckim, w powiecie pruszkowskim, w gminie Nadarzyn.
| SIMC    | Nazwa   | Rodzaj    |
| ------- | ------- | --------- |
| 0005428 | Olesin  | część wsi |
| 0005434 | Zawisin | część wsi |

Wieś szlachecka  położona była w drugiej połowie XVI wieku w powiecie błońskim ziemi warszawskiej województwa mazowieckiego. W latach 1975–1998 miejscowość położona była w województwie warszawskim.
Tomasz z Ruśca ufundował w połowie XV wieku pierwszy, drewniany kościół w gminnym dziś Nadarzynie, pod wezwaniem Nawiedzenia Najświętszej Marii Panny.